# Пламенци
Пламенци или фламингоси, фламинзи (лат. Phoenicopteridae) су породица птица која не може да лети из истоименог реда (Phoenicopteriformes). Од шест живућих врста пламенаца у свету, две врсте пламенац (или фламинго) и мали пламенац (или мали фламинго) насељавају Стари свет, док остале четири насељавају Нови свет. 

## Етимологија
Назив фламинго долази од шпанске речи flamengo, која пак долази од провансалског flamanc од flama (flame - пламен) и германског суфикса инг, са могућим утицајима речи као што је Флеминг. Сличну етимологију има и латинизован грчки термин Phoenicopterus, од грчке речи φοινικόπτερος - φοινικόπτερος phoinikopteros, која дословно значи “крваво црвено перје”.

## Изглед
Пламенци имају танке ноге, дугачак и врло савитљив врат и ружичасто перје. Специфично обележје им је необично савијен кљун. Уз његову помоћ, из воде или муља, филтрирају храну. Ружичаста боја перја код ових птица потиче од њихове исхране. Она може варирати од светло розе до јарко црвене, у зависности од количине водених бактерија и бета-каротена које узимају храном. Младунци, када се излегну, имају карактеристично сивкасто перје, које касније, када крену да се хране истом храном као и родитељи, полако прелази у различите нијансе розе боје. Бледи или бели фламингоси су реткост и њихова боја указује на нездраву исхрану. Пламенци у заточеништву су изузетак; већина њих је светло розе пошто се не хране каротеном на оном нивоу на ком се хране у дивљини.
Пламенци често стоје на једној нози, док је друга увучена испод тела. Овакво понашање није још увек у потпуности схваћено. Скорашња истраживања показала су да стајање на једној нози смањује губитак топлоте, сходно томе да су птице ектотермне животиње и да проводе доста времена у хладној води. Како год, овакво понашање јавља се и када су птице у топлој води. Други научници додају да, стојећи на једној нози, пламенци смањују губитак температуре када дува ветар. Наиме, они немају перје на ногама и на кљуну, што повећава одавање топлоте. Стога их скривају у перје које је добар изолатор.

## Распрострањеност
Пламенци (Phoenicopteridae) живе у Африци, средњој и Југозападној Азији, јужној Европи и Јужној и Средњој Америци. На југу Шпаније и Француске гнезди се пламенац (Phoenicopterus roseus), највећа и најраспрострањенија врста. Ова врста висока је око 130 cm и настањује Африку, Азију и Јужну Европу.
Код Вредена, места на граници између Немачке и Холандије, живи мала, не јако стабилна колонија састављена од разних врста пламенаца. То је најсевернија колонија пламенаца на свету.
Живе у великим скупинама у плићацима и лагунама с брактичном водом. Добро подносе врло екстремне услове средине у којој може да преживи мали број других врста. Тако се могу наћи и на врло сланим, па и на алкалним језерима. Осим тога, добро подносе и велике температурне разлике.
Групе које се окупљају на одређеним местима која настањују могу бројати и до милион јединки. Криволов, као и пљачка њихових јаја довели су до смањења бројности популација свих врста на целом свету.
Од шест врста пламенаца у свету, две се појављују у Зимбабвеу: пламенац (Phoenicopterus roseus) и мали пламенац (Phoenicopterus minor) 100 cm. Фламинго није стално настањен у Зимбабвеу (не гнезди се) али су редовни пролазници. Углавном се појављују у сувој сезони (мај-октобар).

## Гнежђење
Сви пламенци се гнезде у великим колонијама. Од блата граде 40 cm високо узвишење са удубљењем на врху. У то удубљење полажу једно, врло ретко два јаја. Младунце хране желудачним соком, слично као и голубови. Али, њихово „млеко” садржи више масноћа, а мање беланчевина од голубљег. Луче га жлезде дуж целог система за варење, а не само у вољки. Младунце родитељи хране тим млеком око два месеца док им се кљун не развије довољно да сами могу да филтрирају храну из воде.

## Исхрана
Исхрана им се састоји углавном од сићушних рачића, ларви инсеката и алги. То значи да су ове птице породица чија је исхрана уско специјализована. Томе је прилагођен и њихов кљун, специјално савијен према доле, што им омогућује лакше узимање хране.

## Систематика
Род Phoenicopterus је 1758. године увео шведски природњак Карл Лине у десетом издању свог дела Systema Naturae да би се прихватила једна врста, амерички фламинго Phoenicopterus ruber. Назив рода је латински за „фламинго”.

### Врсте
Према већини извора признато је шест живућих врста пламенаца, у прошлости је свих шест врста било смештено у роду Phoenicopterus. Међутим, након објаве резултата једне филогенетске студије 2014. године, извршена је рекласификација породице пламенаца, данас је породица подељена на три рода Phoenicopterus, Phoeniconaias и Phoenicoparrus.
Родови и врсте породице пламенци према традиционалној класификацији:
- Род 
  - Чилеански пламенац
  - Пламенац
  - Карипски пламенац
  - Мали пламенац
  - Жутоноги пламенац
  - Краткокљуни пламенац

Родови и врсте породице пламенци према модерној класификацији:
- Род 
  - Чилеански пламенац
  - Пламенац
  - Карипски пламенац
- Род 
  - Мали пламенац
- Род 
  - Жутоноги пламенац
  - Краткокљуни пламенац

### Филогенија
Филогенетско стабло породице пламенаца (Phoenicopteridae).
|  | Phoenicopterus chilensis (чилеански пламенац)                                                                 |
|  | |
|  | \| \| Phoenicopterus roseus (пламенац) \| \| \| \| \| \| Phoenicopterus ruber (карипски пламенац) \| \| \| \| |
|  | |
|  | Phoenicopterus roseus (пламенац)                                                                              |
|  | |
|  | Phoenicopterus ruber (карипски пламенац)                                                                      |
|  | |

|  | Phoenicopterus roseus (пламенац)         |
|  |                                          |
|  | Phoenicopterus ruber (карипски пламенац) |
|  |                                          |

|                | Phoeniconaias - Phoeniconaias minor (мали пламенац)                                                                         |
|                | |
| Phoenicoparrus | \| \| Phoenicoparrus andinus (жутоноги пламенац) \| \| \| \| \| \| Phoenicoparrus jamesi (краткокљуни пламенац) \| \| \| \| |
|                | \| \| Phoenicoparrus andinus (жутоноги пламенац) \| \| \| \| \| \| Phoenicoparrus jamesi (краткокљуни пламенац) \| \| \| \| |
|                | Phoenicoparrus andinus (жутоноги пламенац)                                                                                  |
|                | |
|                | Phoenicoparrus jamesi (краткокљуни пламенац)                                                                                |
|                | |

|  | Phoenicoparrus andinus (жутоноги пламенац)   |
|  |                                              |
|  | Phoenicoparrus jamesi (краткокљуни пламенац) |
|  |                                              |

|  | Phoenicopterus chilensis (чилеански пламенац)                                                                 |
|  | |
|  | \| \| Phoenicopterus roseus (пламенац) \| \| \| \| \| \| Phoenicopterus ruber (карипски пламенац) \| \| \| \| |
|  | |
|  | Phoenicopterus roseus (пламенац)                                                                              |
|  | |
|  | Phoenicopterus ruber (карипски пламенац)                                                                      |
|  | |

|  | Phoenicopterus roseus (пламенац)         |
|  |                                          |
|  | Phoenicopterus ruber (карипски пламенац) |
|  |                                          |

|                | Phoeniconaias - Phoeniconaias minor (мали пламенац)                                                                         |
|                | |
| Phoenicoparrus | \| \| Phoenicoparrus andinus (жутоноги пламенац) \| \| \| \| \| \| Phoenicoparrus jamesi (краткокљуни пламенац) \| \| \| \| |
|                | \| \| Phoenicoparrus andinus (жутоноги пламенац) \| \| \| \| \| \| Phoenicoparrus jamesi (краткокљуни пламенац) \| \| \| \| |
|                | Phoenicoparrus andinus (жутоноги пламенац)                                                                                  |
|                | |
|                | Phoenicoparrus jamesi (краткокљуни пламенац)                                                                                |
|                | |

|  | Phoenicoparrus andinus (жутоноги пламенац)   |
|  |                                              |
|  | Phoenicoparrus jamesi (краткокљуни пламенац) |
|  |                                              |

## Повезаност са гњурцима
Скорашње молекуларне студије показале су сличност пламенаца са гњурцима, док морфолошки докази такође снажно подржавају повезаност ове две групе. Оне имају најмање 11 заједничких морфолошких особина, које нису нађене код других птица. Многе од ових карактеристика су првобитно виђене код пламенаца, а не код гњураца. Фосил палеодида се може сматрати еволуционарном и еколошком везом између пламенаца и гњураца.
За класу гњурац-фламинго предложен је таксон Mirandornithes („чудотворне птице”, због њихове огромне дивергенције и апоморфности). Другачије, оне се могу сместити у један ред, у коме би пламенци имали приоритет.

## Фосилни запис
Пламенци су добро забележени у фосилном запису, с првим недвосмисленим чланом породице пламенаца - родом Elornis, познатим из касног еоцена. Знатан број мање познатих птица из касне креде понекад се сматра прецима пламенаца. Оне укључују родове Torotix, Scaniornis, Gallornis, Agnopterus, Tiliornis, Juncitarsus и Kashinia. Изумрла породица јако необичних „пливајућих пламенаца” Palaelodidae сматра се блиско повезаном са данашњим пламенцима, или њиховим претком. То неки научници упорно одбијају, пошто је Elornis живео нешто пре тих фламингоса. Постоје прилично опсежне евиденције фосила из рода Phoenicopterus. Систематика праисторијских фламингоса је позната искључиво из фосилних остатака.
- изумрли родови и врсте
  - Род † (Gervaisia)

  - Род †

  - Род † - укључујући и Actiornis

  - Праисторијске врсте рода Phoenicopterus:

  - Род †

## Галерија
- Розе фламинго
- У ЗОО врту
- Наранџасти
- Поред ограде
- Глава фламинга
- ЛОРО парк
- У лету
- Фламингоси се хране
- ли фламингоси у лету
- Кипар
- Поред града
- Боливија
- ЗОО врт у Хјустону